# Bratčice, Kutná Hora
Bratčice là một làng thuộc huyện Kutná Hora, vùng Středočeský, Cộng hòa Séc.